# 사이쇼 조타이

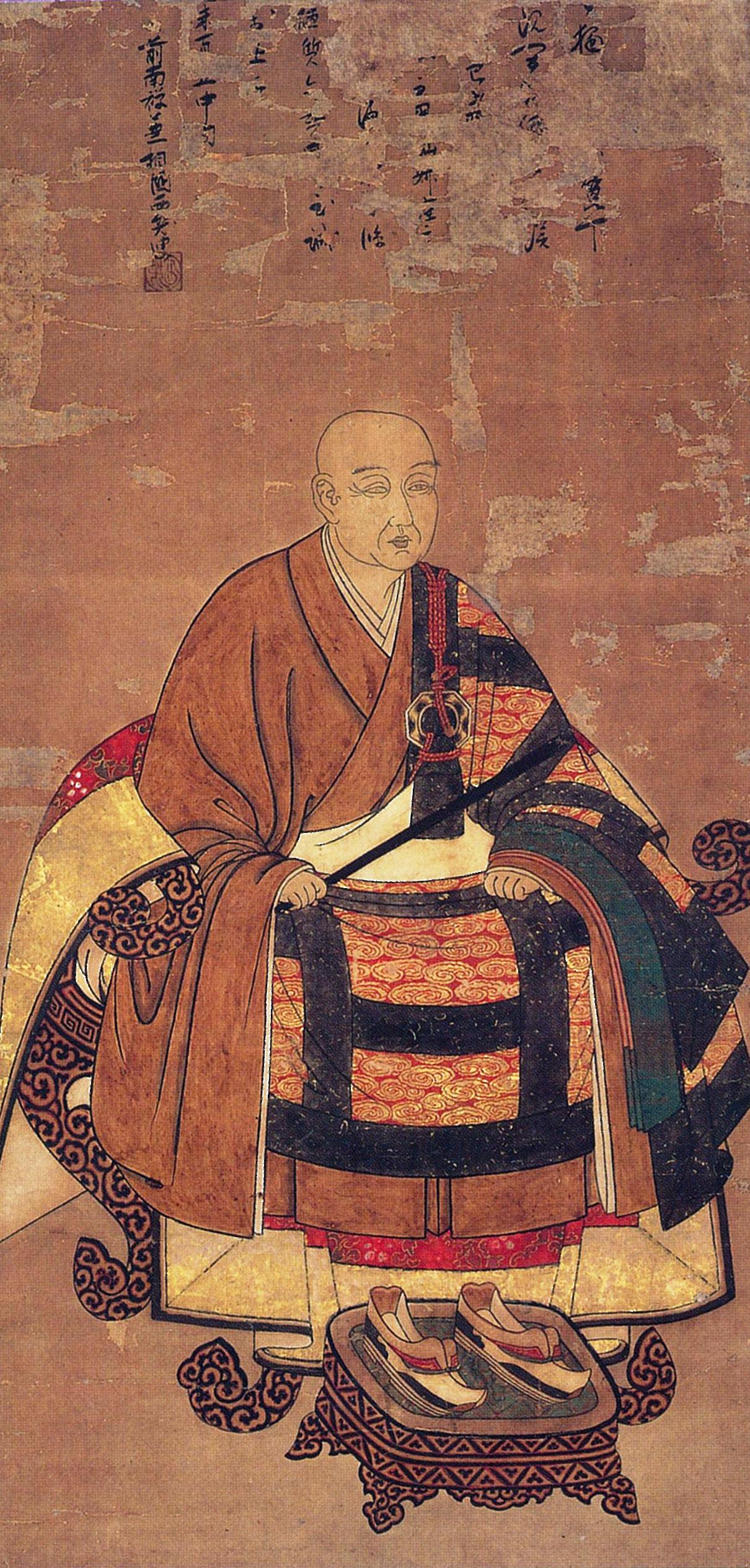
사이쇼 조타이 초상화(오사카 성 천수각 소장)

사이쇼 조타이(일본어: 西笑承兌, 1548년 ~ 1608년 2월 13일) 혹은 세이쇼 조타이는 센고쿠 시대부터 에도 시대 전기에 활동했던 임제종의 승려이다. 그는 도요토미 히데요시의 고문(顧問)이자 외교승(外交僧)이었다. 머리가 상당히 비상했으며 중국어, 조선어에 심지어는 스페인어와 포르투갈어에도 능통해 통역을 담당하기도 했다.
임진왜란이 잠시 중단된 틈을 타 명나라와 일본이 강화 협상을 하는 도중 심유경, 고니시 유키나가 등과 짜고 만력제의 봉공안을 허위로 읽기로 약속했으나 정작 도요토미 히데요시의 면전에서 이 봉공안을 솔직하게 읽어버리는 바람에 만력제에게 분노한 도요토미 히데요시는 정유재란을 일으켰다. 이는 이유가 있는데 각각 만력제와 도요토미 히데요시를 속여야 하는데 사이쇼 조타이는 거짓말의 크기가 감당이 안 되어 솔직하게 읽었다. 실제로 만력제를 속인 심유경은 거짓말이 들통나자 일본 방향으로 도주하다가 명나라 장수 양원에게 체포되어 참수형을 당했다.
세키가하라 전투가 끝난 이후에는 도쿠가와 이에야스의 휘하로 등용되어 도요토미 히데요시의 휘하 시절처럼 통역을 담당했다. 도쿠가와 이에야스는 도요토미 히데요시와는 달리 학식과 무예가 앙쪽으로 출중한 문무겸비였지만 그래도 당대 일본에서 스페인어와 포르투갈어를 구사할 줄 아는 인물이 매우 드물었기에 도요토미 히데요시의 최측근이었음에도 불구하고 도쿠가와 이에야스에게도 중용되었다.

## 관련 작품
한국
- 불멸의 이순신 (2005년, KBS) - 김종결
- 징비록 (2015년, KBS) - 이두섭

일본
- 대하드라마 (NHK)
  - 도쿠가와 이에야스 (1983년) - 사토이 마사요시
  - 아오이 도쿠가와 삼대 (2000년) - 이마이 타이스케
- 사나다 태평기 (1985년, NHK 신 대형 시대극) - 아츠미 쿠니야스

## 같이 보기
- 쇼코쿠지 (교토 시)
- 감합무역
- 나오에장